# Маскова неразделка
Масковата неразделка (Agapornis personatus) е вид птица от семейство Папагалови (Psittaculidae). Видът е незастрашен от изчезване.

## Разпространение
Разпространен е в Танзания.